# Riu d'Escart
El riu d’Escart és un corrent d'aigua del terme municipal de la Guingueta d’Àneu, a la comarca del Pallars Sobirà.
És un riu pirinenc d'orientació oest-est, que neix a les canals de la serra que discorre entre el Cap de la Socarrada i el Cap de Campmaior, a la capçalera de la vall d’Escart. Desemboca per la dreta a la Noguera Pallaresa a tocar d’Escaló.
Els seus principals afluents són els barrancs de Barruera i de Siselledo per l'esquerra, i el de Fontanito per la dreta.